# Louis van Erp

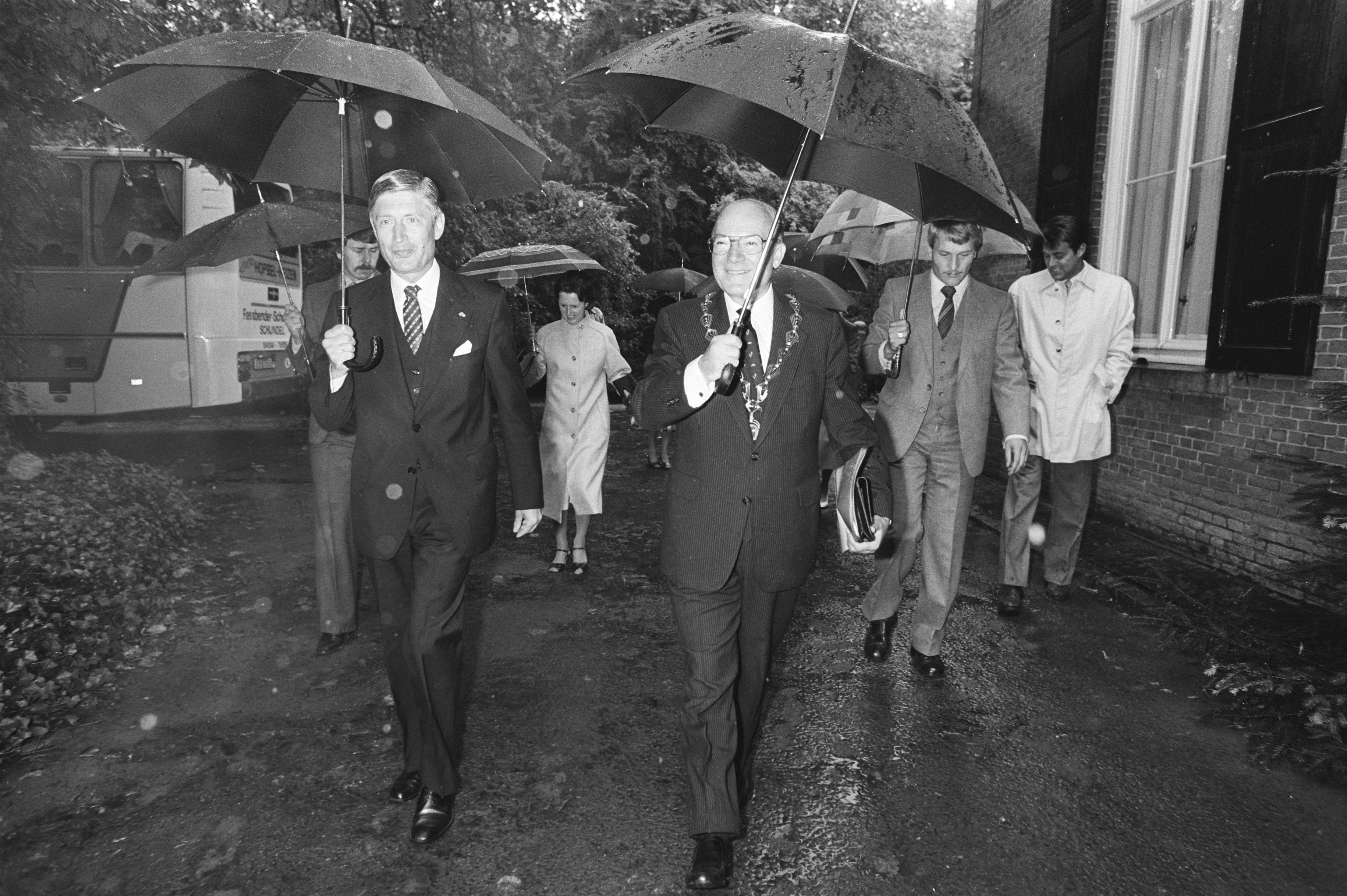
Louis van Erp (rechts) naast Dries van Agt in 1980

Louis Marie Johan van Erp (Den Bosch, 10 april 1918 – aldaar, 11 juli 1997) was een Nederlands politicus van de KVP.
Hij volgde onderwijs bij het Sint-Janslyceum in zijn geboorteplaats en werd daarna volontair bij de gemeentesecretarie van Empel en Meerwijk. In 1936 trad hij in dienst bij de gemeente Den Bosch waar hij eerst werkzaam was bij de afdeling burgerlijke stand en bevolking en vier jaar later ging hij daar de over naar de afdeling financiën. Na de Duitse capitulatie in 1945 werkte hij korte tijd bij de gemeente Zaltbommel. Begin 1952 werd hij de chef van de afdeling sociale en culturele zaken en bijna vijf jaar later volgde promotie tot referendaris. 
In navolging van zijn schoonvader A.M.P. Thomassen (1887-1969), die diende als burgemeester van onder andere Den Bosch, werd Van Erp in maart 1957 ook benoemd tot burgemeester en wel van Waspik. In oktober 1963 volgde zijn benoeming tot burgemeester van Loon op Zand en vanaf oktober 1974 was hij de burgemeester van Geldrop. Van Erp kreeg problemen met zijn gezondheid en ging in juli 1981 vervroegd met pensioen. Daarmee eindigde na ruim 24 jaar zijn burgemeesterscarrière. In april 1981 werd hij benoemd tot Officier in de Orde van Oranje Nassau. Midden 1997 overleed hij op 79-jarige leeftijd.
Van Erp was naast zijn werk als burgemeester ook landelijk actief op maatschappelijk terrein. Hij was voorzitter van de landelijke Katholieke Stichting Bijzonder Gezins- en Jeugdwerk. Na zijn aftreden in 1966 in verband met zijn benoeming tot voorzitter van de Katholieke Jeugdraad voor Nederland werd hij benoemd tot ridder in de Orde van Sint-Silvester. Hij ontving de onderscheiding uit handen van de toenmalige vicaris-generaal van het bisdom Breda, H.C.A. Ernst, de latere bisschop. In 1968 werd hij door kardinaal Tisserant geridderd in de Orde van het Heilig Graf van Jeruzalem.